# Sus celebensis timoriensis
Sus celebensis timoriensis är en underart till Sus celebensis som beskrevs av Müller 1840.
Underarten förekommer på Timor och på några mindre öar i samma region. Ursprunget är troligen domesticerade individer av Sus celebensis och av tamsvinet (Sus scrofa domestica) som parade sig (hybridisering) efter att de flyttades till öarna.